# Revólver Enfield
O Revólver Enfield era um revólver britânico de extração automática de estojos, projetado e fabricado pela Royal Small Arms Factory, de propriedade do governo, em Enfield Lock, inicialmente no calibre .476 (11,6 mm).
Os revólveres Enfield Mk I e Mk II calibre .476 eram a arma de serviço oficial tanto do Exército Britânico quanto da Polícia Montada do Noroeste, além de serem emitidos para muitas outras unidades coloniais em todo o Império Britânico. O termo "Revólver Enfield" não se aplica aos revólveres Webley Mk VI fabricados pela RSAF Enfield entre 1923 e 1926.
O Enfield No. 2 é um revólver calibre .38 que não tem relação com o "Mk II", que foi a arma padrão das forças britânicas e da Commonwealth durante a Segunda Guerra Mundial.

## Enfield Mk I e Mk II
Os primeiros modelos de revólver Enfield foram o calibre .422 Mark I (c.1880) e o calibre .476 Mark II (c.1882). Eles foram as armas militares britânicas oficiais de 1880 a 1887.
O cartucho .476 Enfield para o qual as câmaras do Enfield Mk I / Mk II foram projetadas disparava uma bala de chumbo de 265 gr (17,2 g) e era carregado com 18 gr (1,2 g) de pólvora negra. O cartucho no entanto foi considerado fraco durante a Segunda Guerra Anglo-Afegã e outros conflitos coloniais contemporâneos, pois não tinha o poder de parada considerado necessário para uso militar na época.
Ao contrário da maioria dos outros revólveres de extração automática (como os revólveres de serviço Webley ou Smith & Wesson Model 3), o Enfield Mk I / Mk II era complicado de descarregar, tendo um sistema de extração/ejeção seletiva do tipo "Owen Jones" que deveria permitir que o operador ejetasse apenas os estojos deflagrados, retendo os cartucho "vivos" no cilindro. O Enfield Mk I / Mk II tinha uma estrutura articulada e, quando o cano fosse destravado, o cilindro se movia para frente, operando o sistema de extração e permitindo que os estojos deflagrados simplesmente caíssem. A ideia era que o cilindro avançava o suficiente para permitir que os estojos deflagrados fossem completamente extraídas (e ejetadas pela gravidade), mas não o suficiente para permitir cartuchos "vivos" (ou seja, aqueles com balas ainda presentes e, portanto, mais longos em comprimento total) de sendo removidos da mesma maneira.
O sistema ficou obsoleto assim que o Enfield Mk I foi introduzido, especialmente porque era necessário recarregar um cartucho de cada vez através de um portão lateral (muito parecido com o Colt Single Action Army ou os revólveres Nagant M1895). Combinado com a natureza pesada do revólver e uma tendência para a ação de sujar ou emperrar ao extrair cartuchos, os revólveres Enfield Mk I / Mk II nunca foram populares e eventualmente substituídos em 1889 pelo revólver Webley Mk I calibre .455.

## Serviço

### Canadá: North-West Mounted Police Service
O Enfield Mk. II foi a arma secundária da "North-West Mounted Police" do Canadá de 1883 a 1911. O comissário da NWMP Acheson G. Irvine encomendou 200 Mark IIs em 1882, ao preço de C$ 15,75 cada, que foram despachados pela Montgomery and Workman de Londres em novembro daquele ano, chegando em dezembro. Eles substituíram o Adams.
Irvine gostou tanto deles que, em um de seus atos finais como comissário, ordenou outros 600, que foram entregues em setembro de 1885. Seu substituto, Lawrence W. Herchmer, relatou que a força estava inteiramente equipada com Enfields (ao todo 1.079 foram fornecidos) e ficou satisfeito com eles, mas preocupado com o fato do tiro de .476 ser muito potente.
O primeiro lote foi estampado com NWMP-CANADA (e o número de série) após a entrega; as compras posteriores não foram. Eles eram de ação simples ou dupla do tipo "top-break", e equipados com "cordão fiel". Braços do ejetor desgastados não conseguiram segurar estojos vazios na ejeção, e pinos de dobradiças desgastados poderiam fazer com que os canos se soltassem, resultando em imprecisão. Seu estriamento profundo permitiria disparar balas entre .449 e .476 pol. (11,4 e 12,1 mm) de diâmetro. As reclamações começaram a surgir já em 1887, influenciadas em parte pela mudança britânica para Webleys, e em 1896, o desgaste da dobradiça e o afrouxamento do cano eram um problema real.
Começando no final de 1904, o Mark II começou a ser eliminado em favor do revólver Colt New Service calibre .45, mas o Enfield permaneceu em serviço até 1911.

## Guerras
Esses foram os conflitos nos quais o Enfield Mk II foi utilizado:
- Primeira Guerra dos Bôeres
- Rebelião de Saskatchewan
- Segunda Guerra dos Bôeres
- Levante dos Boxers
- Primeira Guerra Mundial

### Bibiografias
- Barnes, Frank C., ed. by John T. Amber. Cartridges of the World, p. 175, ".476 Ely/.476 Enfield Mk-3", and p. 174, ".455 Revolver MK-1/.455 Colt". Northfield, IL: DBI Books, 1972. ISBN 0-695-80326-3.
- Hogg, Ian V., and John Walter.Pistols of the World, 4th Ed. Iola, Wisconsin: Krause Publications, 2004. ISBN 0-87349-460-1.
- Maze, Robert J. Howdah to High Power. Tucson, Arizona: Excalibur Publications, 2002. ISBN 1-880677-17-2.
- Phillips, Roger F., & Klancher, Donald J. Arms & [sic] Accoutrements of the Mounted Police 1873-1973. Bloomfield, ON: Museum Restoration Service, 1982. ISBN 0-919316-84-0.
- Wilson, Royce. "A Tale of Two Collectables". Australian Shooter magazine, March 2006.
- Gerard, Henrotin. "Enfield no 2 revolver explained". HLebooks.com, November 2018.